# 박유영 (영화 감독)
박유영은 대한민국의 영화 감독이다.

## 연출작

### 영화
- 2012년 영화 《간첩》 ... 연출부
- 2012년 영화 《점쟁이들》 ... 연출부
- 2014년 영화 《빅매치》 ... 제 2 조감독
- 2015년 영화 《내부자들》 ... 조감독
- 2015년 영화 《내부자들 : 디 오리지널》 ... 조감독
- 2016년 영화 《덕혜옹주》 ... 조감독
- 2018년 영화 《골든 슬럼버》 ... 조감독

### 드라마
- 2025년 ENA 월화드라마 《착한 여자 부세미》 … 연출
- 2023년 ENA 수목드라마 《유괴의 날》 … 연출
- 2022년 tvN 월화드라마 《군검사 도베르만》 … 조연출
- 2022년 Netflix 오리지널 드라마 《모범가족》 … B연출
- 2021년 Netflix 오리지널 드라마 《좋아하면 울리는 시즌2》 … B연출
- 2019년 Netflix 오리지널 드라마 《킹덤 시즌1》 … 조연출